# Martha Graham (danseres)

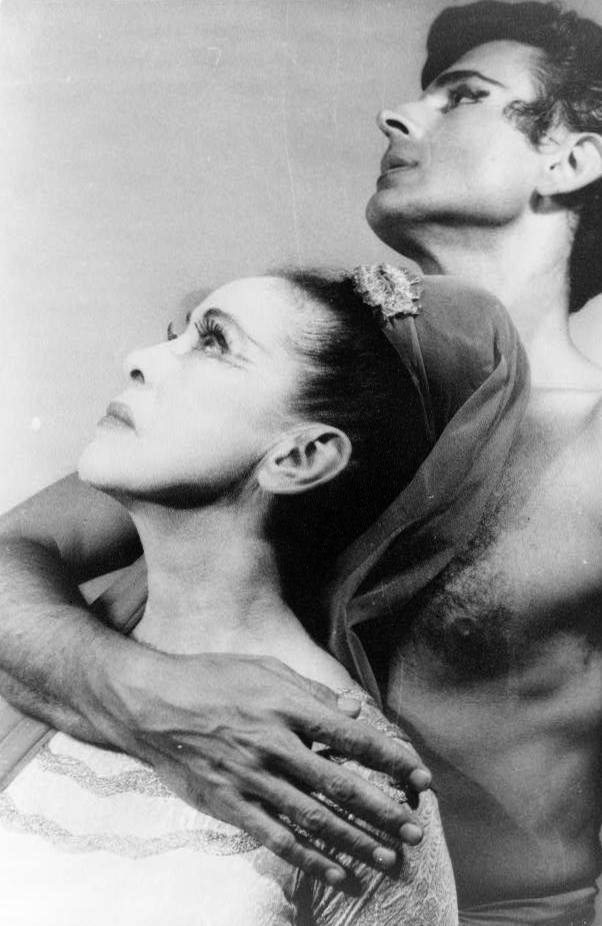
Martha Graham, met Bertram Ross, door Carl Van Vechten

Martha Graham (Allegheny, 11 mei 1894 – New York, 1 april 1991) was een Amerikaanse danseres en choreograaf. Er wordt vaak over haar gezegd dat ze van onschatbare waarde is geweest voor de dansgeschiedenis. Ze wordt beschouwd als de grondlegger van de moderne dans.

## Levensloop
Graham werd geboren in Allegheny, tegenwoordig deel van Pittsburgh (Pennsylvania). Haar opleiding genoot ze in Denishawn, waar de eerste professionele dansopleiding in Amerika was. Hierna was zij actief als choreografe en danseres. Zij stichtte in 1926 haar eigen dansgroep de Martha Graham Dance Company. In 1964 richtte ze, samen met barones de Rothschild, een tweede gezelschap op, de Batsheva Dance Company. Haar hele verdere leven heeft in het teken gestaan van dans. Tot op zeer hoge leeftijd is zij blijven dansen en choreograferen. Tijdens een gala ter ere van haar 90ste verjaardag werd ze door de Franse cultuurminister geridderd met de Nationale orde van het Legioen van Eer. Martha Graham overleed op 1 april 1991 op 96-jarige leeftijd aan een longontsteking. Ze wordt nog vaak genoemd in de pers doordat ze een jonge, nog onbekende Madonna eind jaren zeventig/begin jaren tachtig gecoacht heeft. De Deense koningin onderscheidde haar met de exclusieve medaille "Ingenio et Arti".

## De Grahamtechniek
Waar Graham vooral bekend om staat is haar manier van dansen, die expressionistisch en experimenteel van aard was. Zij ontwikkelde een geheel eigen techniek, die ook wel de ‘Grahamtechniek’ wordt genoemd. Deze techniek gaat uit van het ritme van de ademhaling. Ook het dansen vanuit de buik staat centraal. De buik vormt het centrum van het lichaam en tevens het centrum van het gevoel. De basis van de Grahamtechniek wordt gevormd door het spannen en ontspannen van spieren, ook bekend als 'contraction en release.
Een ander aspect dat in de techniek van Graham duidelijk naar voren komt is het contact van de danser met de grond. Graham beschouwde de vloer als het landschap van de danser. Vanuit deze filosofie creëerde zij ook bewegingen die zittend of zelfs liggend uitgevoerd moesten worden.
De techniek die Graham ontwikkelde stond hierdoor haaks op het academische (klassieke) ballet. Waar het klassiek ballet bestond uit strikte voorschriften over hoe de dans moest worden vormgegeven, nam Graham het gevoel als drijfveer. Een andere grote tegenstelling werd gevormd door het schoeisel dat gebruikt werd. In het academisch ballet was het gangbaar om spitzen te dragen, waarmee de danser los kon komen van de aarde en als het ware kon zweven. Graham danste echter op blote voeten om het contact met de grond zo veel mogelijk te behouden.

## Choreografieën
In haar leven heeft Martha Graham 176 balletten gemaakt. Deze worden vooral gekenmerkt door een hoge complexiteit en een hoog emotiegehalte. Haar choreografieën worden ook wel psychodrama’s genoemd, omdat ze zich hierin richtte op de ziel van de mens en zijn allerdiepste 'oergevoelens'.

## Madonna
Martha Graham gaf zangeres Madonna de bijnaam "Madame X", omdat zij veel gedaantes aannam in de tijd dat ze elkaar zagen. Madame X is de titel van het Madonna-album dat op 14 juni 2019 is uitgekomen.